# Gérard Grellet
Pour les articles homonymes, voir Grellet.
Gérard Grellet, né en 1946, est un universitaire français, spécialiste de l'économie du développement et de l'Afrique subsaharienne.

## Biographie

### Jeunesse et études
Lauréat de la bourse Roger Nathan en 1970, Gérard Grellet commence ses recherches sur la théorie du capital à l'Université de Cambridge sous la direction de Nicholas Kaldor et Joan Robinson, économistes de tradition postkeynésienne. Ces travaux contribuent à la diffusion en France de la pensée dite de l'école de Cambridge. Sa thèse est soutenue en 1973 à l'Université Paris I Panthéon-Sorbonne.
Il est agrégé en sciences économiques en 1978.

### Parcours professionnel
Il est successivement en poste aux universités de Bangui, de Nantes, de Paris VIII et de Paris I où il dirige l'Institut d'étude du développement économique et social (IEDES) de 1996 à 2001 puis l'Institut de recherche et d'études supérieures du tourisme (IREST) de 2001 à 2006.
Spécialiste de l'économie du développement, Gérard Grellet s'est intéressé dans ses travaux aux raisons des blocages institutionnels et économiques de l'Afrique subsaharienne.

## Principales publications
- Les structures économiques de l'Afrique noire, Paris, PUF, coll. Tiers Monde, 1982, 177 p.
- Structures et stratégies du développement économique, Paris, PUF, coll. Thémis, 1986, 451 p.
- Les politiques économiques des pays du Sud, Paris, PUF, coll. Tiers Monde, 1994, 182 p.